# 沃罗比约夫卡区
沃罗比约夫卡区（俄语：Воробьёвский район）是俄罗斯联邦沃罗涅日州下辖的一个区，其行政中心为沃罗比约夫卡。据2016年统计，该区的人口为16576人。